# لی اینهوی
لی اینهوی (Lee In-hwi) (کره‌ای: 이인휘 ; متولد ۱۹۵۸) نویسنده کره جنوبی است. اولین حضور ادبی او در سال ۱۹۸۸ با رمان Uri eoksen jumeok (우리 억센 주먹 ما مشت‌های گره کرده ما) در مجله ادبی Nokdukkot بود.
او ریاست کمیته تمرین آزادی تحت انجمن نویسندگان کره را بر عهده داشت و یکی از اعضای هیئت مدیره انجمن است. او در سال ۲۰۱۶ جایزه ادبیات Manhae را برای مجموعه داستان کوتاه Pyeheoreul boda (폐허를 보다 I See the Ruins) دریافت کرد.
لی یکی از معدود نویسندگان کره جنوبی بود که تا دهه ۱۹۹۰ به نوشتن دربارهٔ مردم و مسائل کارگری ادامه داد. انتشار Nalgae dalin mulgogi (날개 달린 물고기 물고기 ماهی بالدار) همراه با دیگر ادبیات کارگری، در حاشیه صحنه ادبی کره جنوبی در دهه ۱۹۹۰ باقی ماندند.

## آثار
- 활화산 (آتشفشان فعال، ۱۹۹۰)
- 문 밖의 사람들 (مردم بیرون از در، ۱۹۹۲)
- 그 아침은 다시 오지 않는다 (آن صبح دوباره نخواهد آمد؛ ۱۹۹۳)
- 내 생의 적들 (دشمنان در زندگی من؛ ۲۰۰۴)
- 날개 달린 물고기 (ماهی بالدار، ۲۰۰۵)
- 폐허를 보다 (من خرابه‌ها را می‌بینم؛ ۲۰۱۶)
- 건너간다 (گذر؛ ۲۰۱۷)

## جوایز
- ۲۰۱۶: جایزه ادبیات Manhae